# Kolingens galoscher

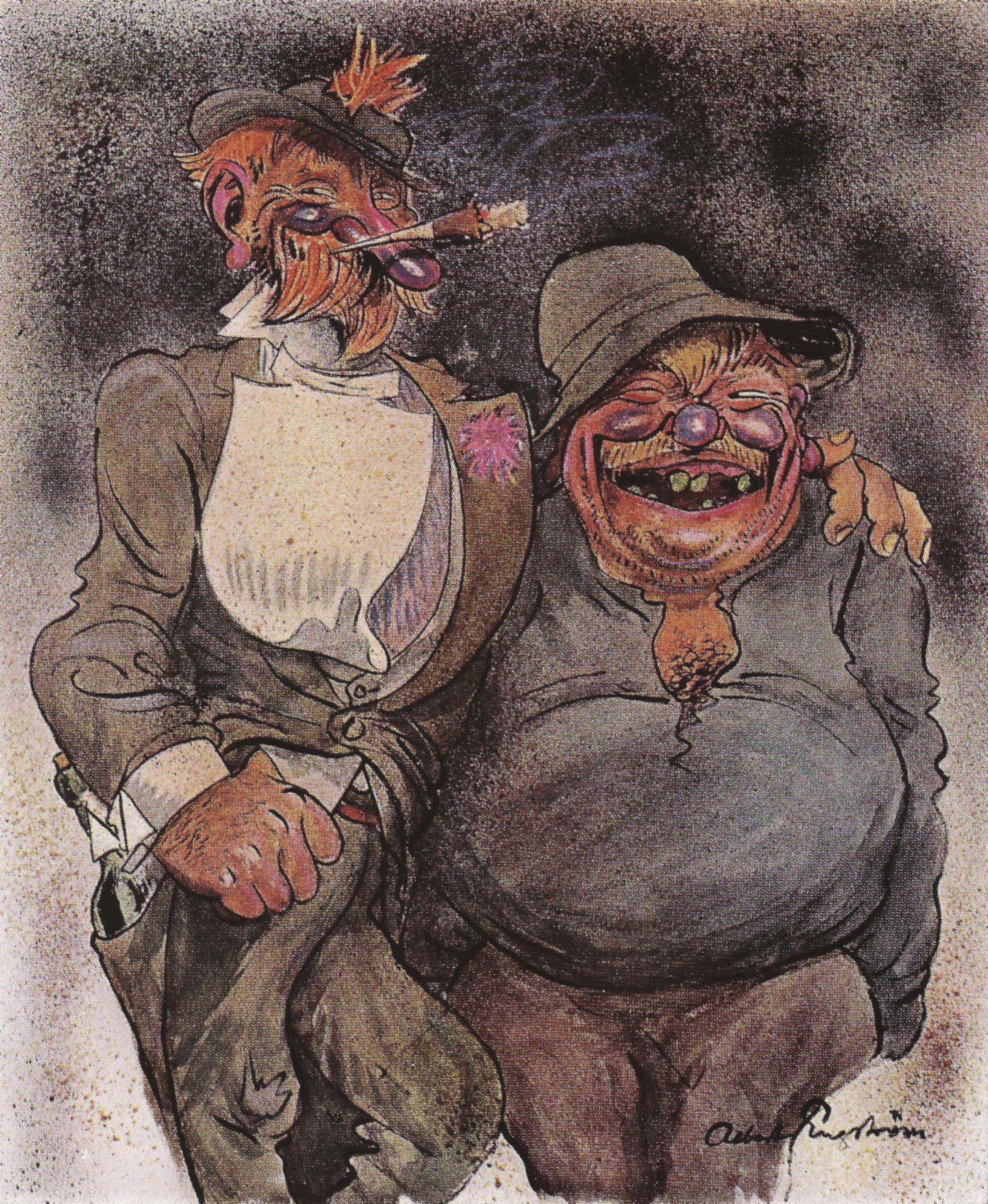
Herrarna Kolingen och Bobban (Albert Engström, 1916)

Kolingens galoscher är en svensk stumfilm från 1912 regisserad av Eric Malmberg.

## Handling
Kolingen har köpt ett par galoscher på auktion. När han tar på sig dem visar det sig att de är magiska och tar bäraren dit han önskar. Han tar med sig sin vän Dompan på en äventyrsfull resa runt världen.

## Om filmen
Filmen premiärvisades den 18 mars 1912 på biograf Röda Kvarn i Sveasalen Stockholm. Som förlaga har man Hans Christian Andersens saga  Lyckans galoscher (Lykkens kalosker) och Albert Engströms figur Kolingen. Filmen var Sveriges och förmodligen också ett av världens första heltimmaslustspel.

## Rollista (i urval)
- Victor Arfvidson – Kolingen
- Eric Malmberg – Dompan
- Eugen Nilsson – Bobban
- Erika Törnberg – fröken Karlsson

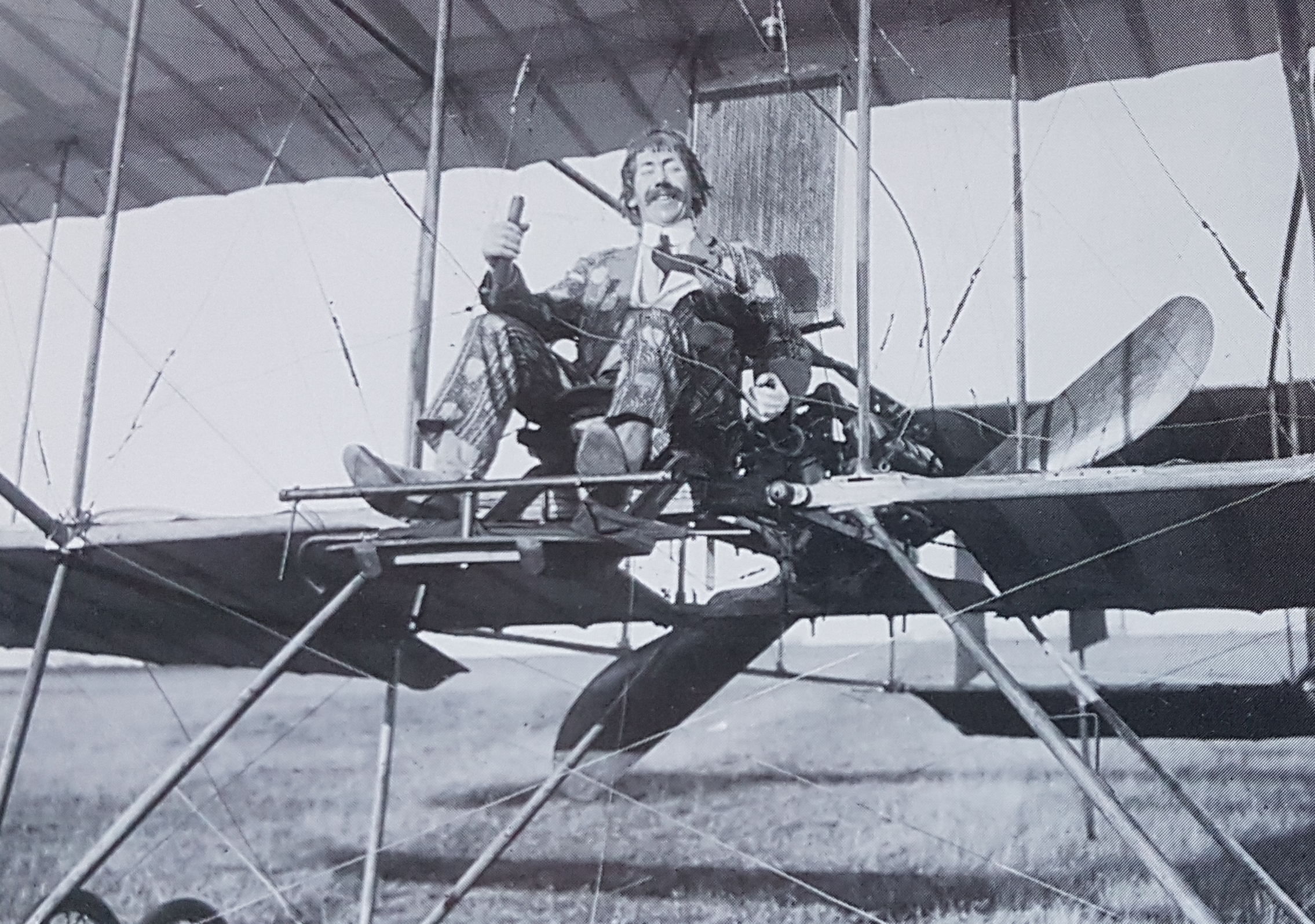
Victor Arfvidson

- Wiktor "Kulörten" Andersson – Vesterviksludde
- Lilly Jacobsson – miljonärsdottern
- Tollie Zellman
- Agda Helin
- Lisa Holm
- Mary Gräber – bröllopsgäster
- Herman Lantz – croupier och cafégäst
- Carl Johannesson